# Anna Margaretha Schmidt
Anna Margaretha Schmidt (* 1684 in Wenden (Sauerland); † 24. Februar 1696 in Olpe) war das letzte Opfer der Hexenverfolgung in Olpe. Sie wurde im Alter von zwölf Jahren hingerichtet.

## Hexenprozesse in Olpe
Für den Zeitraum von 1587 bis 1697 sind im Gerichtsbezirk Olpe mindestens 45 Hexenprozesse nachweisbar, 23 Menschen wurden hingerichtet, 13 Frauen und zehn Männer. Nach Raimund Burghaus waren es mindestens 54 Verfahren mit 32 Opfern, davon 15 Männer. Die Hexenprozessakten sind nicht erhalten. Höhepunkt der Verfolgung lag in den Jahren 1629–1630, als zwölf Personen auf den Scheiterhaufen geführt wurden.
1587 und 1588 wurden in Olpe mehrere Personen angeklagt, der Prozessausgang ist unklar. In den Tagebüchern des Drosten Kaspar von Fürstenberg heißt es am 3. November: "Der Richter aus Olpe kommt zu mir von wegen der Zauberinnen Urgicht". 1590 wandten sich die Olper im November wegen Zaubereisachen an den Drosten. Mehrere Frauen wurden angeklagt und inhaftiert, der Prozessausgang ist nicht überliefert.
1591 wird in den Tagebüchern des Drosten Kaspar von Fürstenberg "von Olpischen Zaubereisachen" gesprochen und von Richter Banners Widerstand. 29. Juli: "Bürgermeister und Rat zu Olpe kommen zu mir und fragen Rats des Gerichtsverwalters Banner halben, der Zaubereisachen halben nicht fortfahren will." Banner trat von seinem Richteramt zurück. Erst unter einem neuen Richter wurden die Olper Hexenprozesse weitergeführt, allerdings für die Familie Banner mit tragischen Folgen. Am 14. April 1592 wurde die Frau von Philipp Banner wegen Zauberei eingezogen [verhaftet]. Über das weitere Verfahren ist nichts bekannt.
Im Jahr 1629 wurden in Olpe/Wenden zwölf Personen, sieben Frauen und fünf Männer, wegen Zauberei verbrannt. Das ergibt sich aus einem Brief des Caspar Reinhartz aus Olpe an die Herren von Hatzfeld zu Wildenburg. Reinhartz war ein Hexenjäger, der 500 Menschen zum Tode verurteilte. Auf ihn wurde in Balve ein Attentat verübt.

## Hexenprozess gegen Anna Margaretha Schmidt
Am 25. Januar 1695 gab das elfjährige Mädchen Anna Margaretha Schmidt aus Wenden in Olpe an, es könnte zaubern. Sie bestand darauf und nannte die Namen von fast allen Nachbarn, die auch zaubern könnten. Vor Gericht wurde sie wegen Zauberei angeklagt, denn auf Zauberei stand die Todesstrafe. Den Olper Richtern kam die Sache merkwürdig vor, immerhin war Anna Margaretha noch sehr jung. Sie brachten das Kind in der Familie des Küsters von St. Martinus unter und reichten die Akten weiter an Landdrost und Räte zu Arnsberg. Was sollte mit einem Kind geschehen, das immer vom Zaubern erzählte? Aber die Gesetze waren eindeutig: Wenn Anna selber sagte, dass sie zaubern konnte, musste sie verurteilt werden.
Schließlich forderte das höchste Gericht des Kurstaates Köln, der Hofrat in Bonn, am 17. August 1695 die Akten über Anna Margaretha Schmidt mitsamt der Urteilsbegründung an. Am 20. September 1695 schickte der Richter zu Olpe seine Akten mit der Urteilsbegründung der Arnsberger Räte an den Hofrat. Am 29. Dezember 1695 gab der Hofrat die Anweisung das Urteil zu vollstrecken und wiederholte diese Order am 27. Januar 1696, die Todesstrafe sofort zu vollziehen, sobald das Mädchen das nötige Alter erreicht habe, damit unnötige Kosten erspart würden. Die Richter begnadigten sie zum Tod durch das Schwert. Sobald sie zwölf Jahre alt war, war sie strafmündig. Sie wurde am 24. Februar 1696 auf dem Bratzkopf durch das Schwert hingerichtet und unter dem Galgen begraben.
Aus den Kirchbüchern ist zu entnehmen, dass sie das Jüngste einer großen Kinderschar war, also das Kind alter Eltern. Es wird die Vermutung angestellt, ob sie möglicherweise geistig behindert war und immer den gleichen Satz wiederholte, der ihr so große Aufmerksamkeit einbrachte. Merkwürdig bleibt, dass alle von ihr belasteten Nachbarn freigesprochen wurden. Nur der Frau Lyse [Liese] Voß wurde geraten, sich zu ihrer Beruhigung ... unbeschadet ihrer Ehre ...aus dem Land hinweg zu begeben und anderswo eine Unterkunft zu suchen.
Die Hexenprozessakten sind nicht erhalten, aber in den Unterlagen des Hofrats in Bonn nahmen die Erörterungen über die Kosten des Hexenprozesses einen breiten Raum ein. Am 25. Mai 1697 wurde bestimmt, dass die Hofkammer die Kosten für Gerichtsgebühren, Botenlohn, Wart- und Wachtgeld für Geistliche übernehmen musste. Die Forderungen für Tagegelder von den Gerichtspersonen, Richtern, Gerichtsschreibern, Schöffen wurden abgelehnt, da die Beteiligten nicht zahlungsfähig waren. Im Juni 1697 erhielt Hermann Limpen aus Olpe eine Entschädigung von 108 Reichstalern (ermäßigt auf 91 Reichstaler) für die Verpflegung der hingerichteten Anna Margaretha Schmidt. Die Höhe des Betrags deutet auf eine lange Haft hin.